# Dear Desolation
Dear Desolation è il quarto album in studio del gruppo musicale australiano Thy Art Is Murder, pubblicato nel 2017.

## Tracce
1. Slaves Beyond Death – 3:44
2. The Son of Misery – 4:18
3. Puppet Master – 3:15
4. Dear Desolation – 3:21
5. Death Dealer – 4:08
6. Man Is the Enemy – 3:28
7. The Skin of the Serpent – 3:58
8. Fire in the Sky – 4:10
9. Into Chaos We Climb – 4:05
10. The Final Curtain – 3:50

## Formazione
- Chris "CJ" McMahon – voce
- Andy Marsh – chitarra
- Sean Delander – chitarra
- Kevin Butler – basso
- Lee Stanton – batteria